# Rifugio FALC
Il Rifugio FALC è entrato in servizio nel 1949 ed è situato in alta Val Gerola, sopra la diga del Lago Inferno e ai piedi del Pizzo dei Tre Signori (2554 m), del Pizzo Varrone (2325 m) e del Pizzo di Trona (2510 m).
Il nome è l'acronimo di "Ferant alpes laetitiam cordibus", ovvero "Portino le Alpi letizia al cuore", ed è raggiungibile da molteplici sentieri, con partenza sia dalla Val Gerola che dalla Val Varrone.

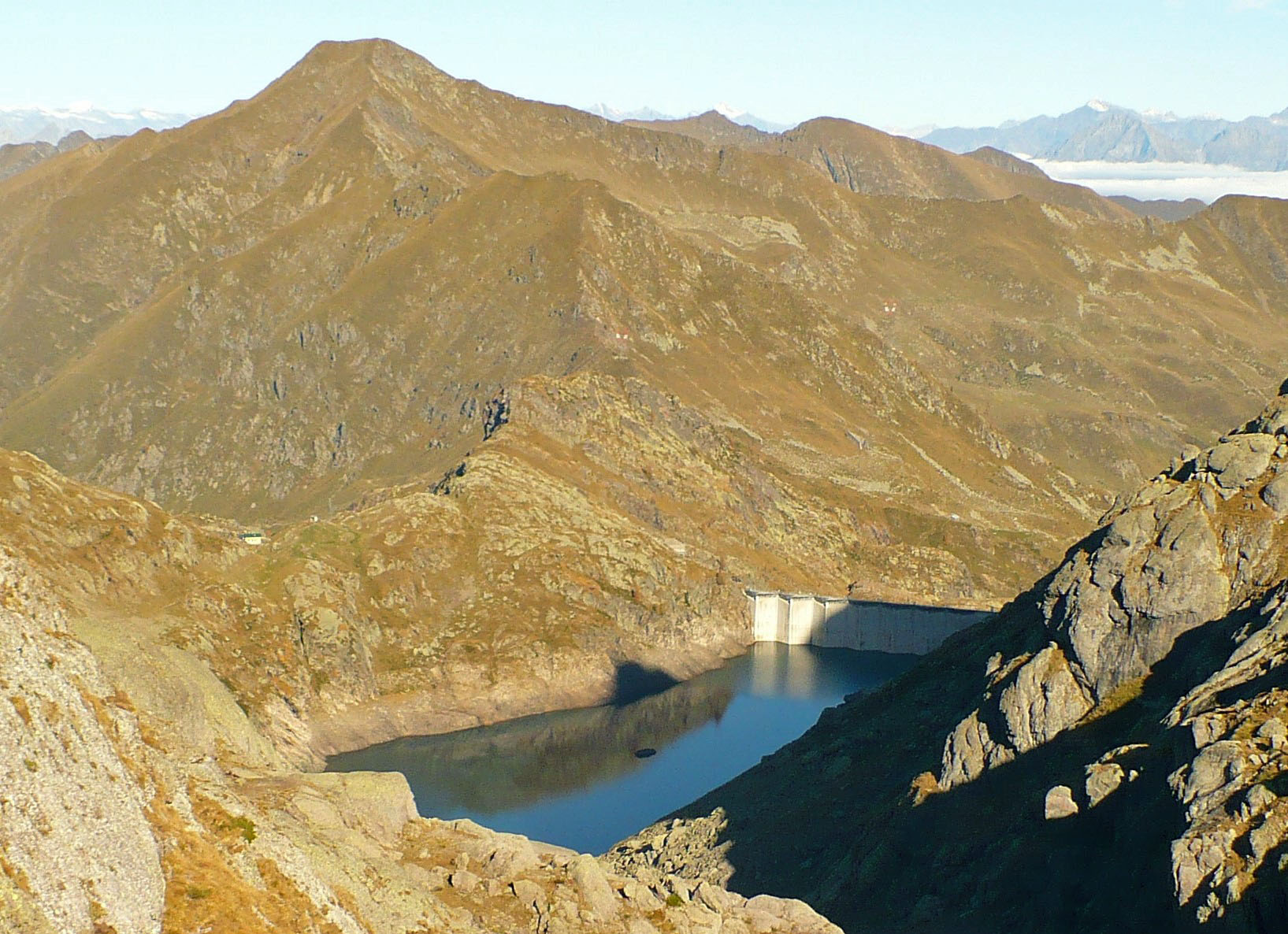
La diga del Lago Inferno, e il rifugio (non scorgibile) dietro la conca